# Chiesa di San Rocco (Porto Ercole)
La chiesa di San Rocco è situata all'entrata di Porto Ercole, aggrappata su uno sperone di roccia.

## Storia
Fu ricostruita intorno al 1700 su un antichissimo eremo del VI secolo d.C. da Don Antonio Perez come attestato dalla lapide sopra l'entrata.

## Descrizione
La chiesa si presenta esternamente molto semplice, con l'entrata preceduta da un portico ed un piccolo campanile a vela sul tetto. Il portico si presenta con un grande arco a tutto sesto che si apre sul sottostante Viale Caravaggio, principale strada di Porto Ercole, e coperto da una volta a crociera. Il portale è sormontato, oltre alla lapide menzionata in precedenza, da una costola di capodoglio rinvenuta sulla spiaggia della Feniglia. L'interno è ad aula unica con copertura a volta a botte affiancata da vele e vivacemente dipinta. L'entrata è sormontata da un affresco che raffigura San Rocco e il cane. In fondo vi è un altare policromo in gesso con colonne tortili che sorreggono un frontone.